# SUNDAY SUNSET STUDIO
『SUNDAY SUNSET STUDIO』（サンデー・サンセット・スタジオ）は、FM802で1989年6月から2015年9月まで毎週日曜日に放送されていた、洋楽を専門としたラジオ番組である。FM802での放送終了後は、FM COCOLOにて数回特別番組として放送されている。

## 概要
1989年6月のFM802開局時から放送されていた。関西の日曜夕方に洋楽ゴールデンヒッツを選曲してオンエアするといったプログラムであった。
2015年9月24日をもって終了し、26年3ヶ月の歴史に幕を下ろした。後続番組は『Chillin' Sunday』。
かつて当番組でDJを務めた山添まりは、2018年にFM COCOLO（2012年より株式会社FM802が1局2波体制で放送）に移籍。FM802で当番組が終了してからは、FM COCOLOの『765 SQUARE』内や『Whole Earth RADIO』内にて山添が担当する形で数回特別番組として放送されている。

## 放送時間
- 日曜 16:00 - 19:00（時期不明 - 1998年3月）
- 日曜 16:00 - 20:00（1998年4月 - 2006年9月）
  - 後続の『an SUPER J-HITS RADIO』は放送時間を1時間繰り下げた（19:00 - 21:00 → 20:00 - 22:00）。
- 日曜 16:00 - 19:00（2006年10月 - 2009年3月）
  - 後続の『SUPER J-HITS RADIO』は1時間拡大となった（20:00 - 22:00 → 19:00 - 22:00）。
- 日曜 16:00 - 18:00（2009年4月 - 2015年3月）
  - 18時台は新たに『SPIRIT OF ASIA』（J-WAVE制作）のネット開始。これ以降2015年9月まで、この枠で断続的にJ-WAVE制作番組のネットが続いた。
- 日曜 15:00 - 18:00（2015年4月 - 2015年9月）
  - 先行番組が『DOCOMO OSAKAN HOT 100』に改称すると同時に1時間短縮することに伴い枠大。

## DJ
- 桂木まや
- ジーン長尾
- 土山和子（時期不明）
- 山添まり（1997年4月 - 2006年9月）
- 池田なみ子（2006年10月 - 2010年3月）
- 西田新（2010年4月 - 2012年3月）
- 早川和余（2012年4月 - 2015年9月）

## 主なコーナー
- 南森町サンセットシアター
- YANMAR NEXT for EARTH
- リクエストゾーン
  - 18:00 - リスナーからのリクエスト曲で構成される。
- 京都銀行JAZZIN PARK
  - 番組晩期のコーナー。後番組『Chillin' Sunday』に受け継がれた。